# Ahmed Ayad
Ahmed Ayad (en árabe: احمد اياد‎; Bagdad, Irak; 19 de enero de 1991) es un exfutbolista de Irak que jugaba en las posiciones de extremo y defensa con el Al-Ramadi SC de la División 1 de Irak.

## Carrera

### Club
| Periodo   | Club                         |
| --------- | ---------------------------- |
| 2005–2011 | Al-Quwa Al-Jawiya            |
| 2011–2012 | Erbil SC                     |
| 2012–2015 | Al-Shorta SC                 |
| 2015      | Al-Quwa Al-Jawiya            |
| 2015–2018 | Al-Shorta SC                 |
| 2018      | → Al-Quwa Al-Jawiya (cedido) |
| 2019–2020 | Al-Talaba SC                 |
| 2020–2021 | Zakho FC                     |
| 2022      | Samarra FC                   |
| 2022      | Al-Ramadi SC                 |

### Selección nacional
Jugó para Irak en 14 ocasiones de 2009 a 2011 y participó en la Copa Asiática 2011.

## Logros

### Club
- Liga Premier de Irak (2): 2004-05, 2011-12, 2012-13

### Individual
- Mejor Jugador de la Liga Premier de Irak por votación en 2007-08.